# إنريكو دي ماريا
إنريكو دي ماريا هو متسابق يخت سويسري، ولد في 20 ديسمبر 1976 في روتي في سويسرا.

## وصلات خارجية
- إنريكو دي ماريا على موقع الاتحاد الدولي للملاحة الشراعية (موقع جديد) (الإنجليزية)
- إنريكو دي ماريا على موقع الاتحاد الدولي للملاحة الشراعية (موقع قديم) (الإنجليزية)
- إنريكو دي ماريا على موقع اللجنة الأولمبية الدولية (الإنجليزية)
- إنريكو دي ماريا على موقع أوليمبيديا (الإنجليزية)